# Vimont
Vimont település Franciaországban, Calvados megyében. Lakosainak száma 884 fő (2022. január 1.). Vimont Argences, Banneville-la-Campagne, Bellengreville, Émiéville, Frénouville, Janville, Saint-Pair és Moult-Chicheboville községekkel határos.

## Népesség
A település népessége az elmúlt években az alábbi módon változott:
| Lakosok száma | 218  | 413  | 470  | 520  | 731  | 729  | 746  | 817  | 826  | 884  |
|               | 1968 | 1982 | 1990 | 2006 | 2013 | 2015 | 2017 | 2019 | 2020 | 2022 |